# Dicholaphis
Dicholaphis is een geslacht van neteldieren uit de klasse van de Anthozoa (bloemdieren).

## Soort
- Dicholaphis delicata Kinoshita, 1907